# Dienaren van de schemering
Dienaren van de schemering is een thriller geschreven door Dean Koontz in 1988. Het is van oorsprong een Engelstalig boek met de naam The Servants of Twilight. De Nederlandstalige versie wordt uitgegeven door Luitingh-Sijthoff. 
In 1991 werd het boek verfilmd als The Servants of Twilight.

## Samenvatting
Op de parkeerplaats van een warenhuis ergens in de Verenigde Staten worden de alleenstaande moeder Christine Scavello en haar zoontje Joey tegengehouden door een waanzinnige vrouw. Zij beweert dat de zesjarige Joey de Antichrist is. De daaropvolgende dagen worden Christine en Joey nog enkele keren bedreigd. Wanneer op een ochtend hun hond onthoofd in zijn hok ligt, besluit Christine om een privédetective in te huren: Charlie Harrison.
Charlie komt al snel te weten dat de bedreigingen komen van de fanatieke sekte Dienaren van de schemering. Aan het hoofd staat de charismatische vrouw Grace Spivey. Grace is meteen ook de waanzinnige vrouw van op de parking. Grace verklaart dat zij visioenen heeft hoe Joey binnen enkele jaren als Antichrist verantwoordelijk zal zijn voor de Apocalyps. Om de mensheid te redden, wil ze Joey vermoorden.
Christine besluit om samen met Joey en Charlie onder te duiken op een geheime locatie. Vooraleer ze dit doen, gaan Joey en Charlie een golden retriever uit het dierenasiel halen. Joey geeft hem de naam Chewbacca. Al snel vinden de aanhangers van de sekte hen terug. Hierdoor zijn Christine, Joey en Charlie verplicht om nogmaals te verhuizen, maar ook daar worden ze opnieuw snel gevonden. Dit tafereel speelt zich nog enkele keren af. Uiteindelijk komt Charlie in contact met de psychopaat Kyle Barlow. Hij is ook een aanhanger van Dienaren van de schemering en onthult dat Grace helderziend is. Waar Joey zich ook zal verbergen, de helderziende krachten van Grace zijn zo sterk dat zij altijd weet waar hij ongeveer is.
Uiteindelijk belandt het drietal in een grot terwijl ze worden achtervolgd door Kyle en Grace. Christine is op het einde van haar krachten. Charlie werd getroffen door een kogel. Hij is zwaargewond en bijna buiten bewustzijn. Joey is al enkele dagen doodziek omwille van chronische netelroos. Hoewel Kyle er ook van overtuigd is dat Joey de Antichrist is, heeft hij niet de moed om een kind te doden. Wanneer Grace haar geweer bovenhaalt om een kogel door het hoofd van Joey te jagen, wordt ze plots aangevallen door een groep vleermuizen. De aanval is zo sterk dat Grace deze niet overleeft.
Charlie vindt het vreemd dat Joey in de grot in een mum van tijd Christine terug op haar volle krachten heeft kunnen brengen, terwijl hijzelf dacht dat ze ondertussen was gestorven van uitputting. De aanval van de vleermuizen vond hij ook vreemd, gezien dit een niet-natuurlijk gedrag is van deze dieren. Ook was Joey na dit incident plots genezen, terwijl chronische netelroos een langdurige infectie is. Charlie herinnert zich ook een opmerking van Christine: "Was het echt nodig om eenzelfde hond uit het asiel te halen?" Wanneer hij de restanten van de vermoorde hond opgraaft, blijkt deze van een totaal ander ras te zijn. Hieruit besluit hij dat hij de opmerking verkeerd had gehoord en de vorige hond ook Chewbacca noemde. Hetgeen hij in de grot had gezien, relativeert hij omdat hijzelf een helse pijn had gezien de kogel. Maar heeft hij het wel bij het rechte eind?

## Wetenswaardigheden
- In veel boeken van Dean Koontz heeft een golden retriever een al dan niet belangrijke rol. De ene keer als symbool van het goede, de andere keer als dat van het kwade.